# Elephants Dream
Elephants Dream – trójwymiarowy film animowany, który powstał w większości przy pomocy wolnego oprogramowania.
Głównym założeniem projektu jest pokazanie możliwości wolnego oprogramowania i oszacowanie jego przydatności do organizacji i produkcji wysokiej jakości profesjonalnych filmów.
Podczas produkcji, do głównego projektu Blendera, zostało dodanych kilkanaście nowych właściwości, takich jak renderowanie włosów i sierści.

## Historia projektu

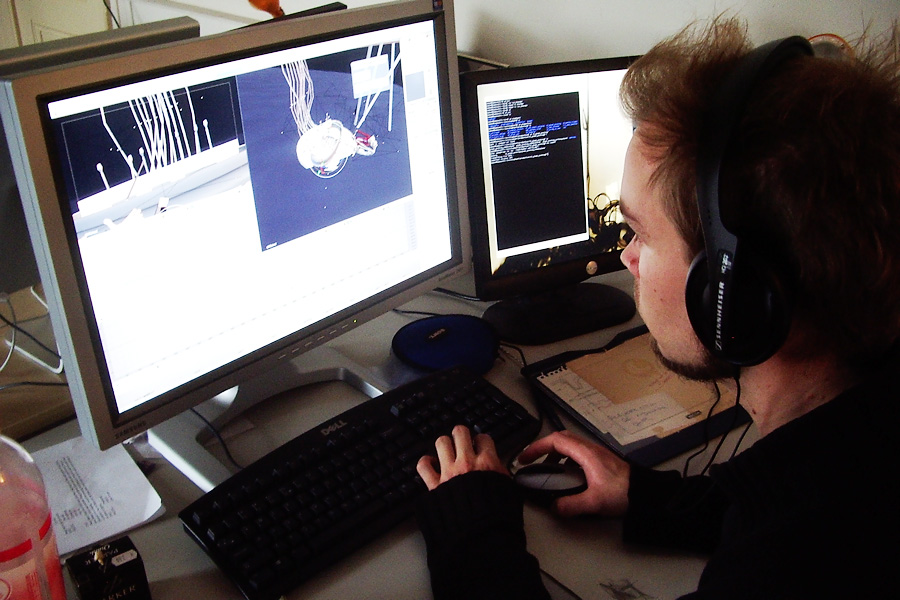
Prace nad filmem

Film po raz pierwszy został zapowiedziany w maju 2005 przez Tona Roosendaala, przewodniczącego Blender Foundation i lidera rozwojowego programu fundacji Blender.
Modelowanie 3D, animacja i renderowanie – wszystko to zostało stworzone za pomocą narzędzi FLOSS i Blendera, który jest podstawową aplikacją użytą do stworzenia filmu. Krótko po zapowiedzi fundacja Blender wprowadziła zapisy na wersje filmu na płytach DVD. Każdy, kto zamówił film przed 1 września 2005, został wymieniony w napisach końcowych.
Początkowa faza produkcji odbyła się we wrześniu 2005 roku, kiedy to w ramach projektu Orange była rozwijana przez siedmiu artystów i animatorów z różnych części świata. Z początku nazwa brzmiała Machina, po czym została zmieniona na Elephants Dream.
Premiera odbyła się 24 marca 2006 r. w Amsterdamie. Płyta DVD zawiera cały film, a także wszystkie źródła i materiały dodatkowe.

## Licencja
Film jest objęty licencją Creative Commons Uznanie Autorstwa, co oznacza, że wolno dowolnie wykorzystywać i kopiować film.